# Mega Coaster (Intamin AG)
Mega Coaster is de naam van een achtbaanmodel van het type megacoaster, van de Zwitserse achtbaanbouwer Intamin AG.

## Eigenschappen
De optakeling van een Mega Coaster maakt gebruik van een lift met een staalkabel waarop een sleepwagentje zit dat op de trein inhaakt en hem zo vooruit trekt. Andere vaste eigenschappen van een Mega Coaster zijn de hoogte (45 tot 90 meter) en de baanlengtes variëren van 1 tot 1,6 kilometer. De meeste exemplaren hebben een eerste afdaling van 60 à 70 meter.
De meeste Mega Coasters hebben een topsnelheid rond de 120 kilometer per uur, al gaan sommigen een stuk sneller. Hyperion in Energylandia is met zijn eerste afdaling van 80 meter de snelste Mega Coaster met 142 kilometer per uur. Hyperion was tevens de eerste en anno 2025 enige Mega Coaster met een inversie.

## Exemplaren
Anno 2024 zijn er negen Mega Coasters gebouwd. Bijzonder is dat er 12 jaar lang geen enkel nieuw exemplaar werd gebouwd: de eerste zes exemplaren werden allemaal geopend vóór 2004. De drie laatste openden van 2016 tot en met 2021.
| Naam                      | Park                              | Bouwer                  | Status | Geopend |
| ------------------------- | --------------------------------- | ----------------------- | ------ | ------- |
| bigFM Expedition GeForce  | Holiday Park                      | Intamin AG              | Open   | 2001    |
| Coaster Trough the Clouds | Nanchang Sunac Land               | Intamin Amusement Rides | Open   | 2016    |
| Goliath                   | Walibi Holland                    | Intamin AG              | Open   | 2002    |
| Hyperion                  | Energylandia                      | Intamin Amusement Rides | Open   | 2018    |
| Kondaa                    | Walibi Belgium                    | Intamin Amusement Rides | Open   | 2021    |
| Ride of Steel             | Six Flags Darien Lake             | Intamin AG              | Open   | 1999    |
| Superman the Ride         | Six Flags New England             | Intamin AG              | Open   | 2000    |
| Superman: Ride of Steel   | Six Flags America                 | Intamin AG              | Open   | 2000    |
| Thunder Dolphin           | Tokyo Dome City Attractions LaQua | Intamin AG              | Open   | 2003    |

## Giga Coaster
Er zijn ook twee megacoasters gebouwd door Intamin die hoger dan 90 meter zijn. Intamin geeft deze coasters niet de modelnaam Mega Coaster, maar Giga Coaster mee.